# Boala
Boala è un dipartimento del Burkina Faso classificato come comune, situato nella provincia  di Namentenga, facente parte della Regione del Centro-Nord.
Il dipartimento si compone del capoluogo e di altri 14 villaggi: Bourba, Koeguemsin, Konkoaguin, Koumestenga-Mossi, Koumestenga-Peulh, Lédéré, Loundgo, Magadogo, Mogodin, Safi, Sidogo, Yalga, Yagabtenga e Zaongo.